# Шиндларь, Ян Зигмунд Бедрих
Ян Зи́гмунд Бе́дрих Ши́ндларь, немецкий вариант — Йоганн Зигмунд Фридрих Шиндлер (н.-луж.  Jan Zygmunt Bjedrich Šyndlaŕ, нем.  Johann Siegmund Friedrich Schindler, 8 июня 1758 года, Вербно, Лужица, Королевство Саксония — 19 августа 1841 года, Пицнё, королевство Саксония) — лютеранский священнослужитель, нижнелужицкий писатель, издатель и общественный деятель.

## Биография
Родился в 1758 году в семье лютеранского настоятеля в нижнелужицкой деревне Вербно. С 1770—1772 года — ученик переплётчика в Фечау. С 1772 года обучался в гимназии в Котбусе, которую закончил в 1779 году. Потом до 1881 года изучал лютеранское богословие в городе Галле. Будучи студентом, вступил в 1880 году в Серболужицкое проповедническое общество. После возвращения в Лужицу до 1787 года работал домашним учителем в селе Наморойцы. В 17888 году был назначен настоятелем лютеранского прихода в родной деревне Вербно. Будучи священнослужителем, преподавал в гимназии в Котбусе (1787—1799). С 1796 года — настоятель в городе Пайц. В 1839 году вышел на пенсию.
Деятельность
С 1791 года издавал различные богослужебные книги на нижнелужицком языке. В 1793 году издал книгу «Te knigli za serbske luźe». В 1813 году выпустил для саксонско-польской армии собственный четырёхъязычный словарь «Kleines deutsch-wendisch-russisch-polnisches Wörterbuch» (Малый немецко-серболужицко-русско-польский словарь), содержащий 228 слов и 44 выражения.
В 20-х годах XIX века вместе с Дабитом Глованом занимался изданием переводов Нового Завета (вышел в 1821 году тиражом 3000 экземпляров) и Ветхого Завета (вышел в 1824 году) на нижнелужицком языке. В последующие 1824, 1825 и 1829 года выпустил несколько изданий своих проповедей.
Выступал против германизации серболужицких учебных заведений.
Основные сочинения
- 52 historijow z togo Starego testamenta. Choćebuz, 1791.
- 52 historijow z togo Nowego testamenta. Choćebuz, 1800.
- Prjatkarske knigli w dwě źelach. Berlin, 1829.